# Campeonato Brasileiro Série A 1994
Il Campeonato Brasileiro Série A 1994 (in italiano Campionato Brasiliano Serie A 1994) è stato la 24ª edizione del massimo campionato brasiliano di calcio.

## Formula
Primo turno: 24 squadre divise in 4 gruppi di 6 club ciascuno. Ogni club affronta tutte le componenti del proprio girone in partite di andata e ritorno. Si qualificano al secondo turno le prime 4 classificate di ogni gruppo, mentre le ultime 2 accedono ai ripescaggi. Le squadre classificate al primo posto di ogni girone ricevono un punto bonus per la prima fase del turno successivo.
Secondo turno: 16 squadre divise in 2 gruppi di 8 club ciascuno. Nella prima fase ciascuna squadra affronta una volta tutte le componenti del proprio girone, nella seconda tutte le componenti dell'altro girone. Si qualificano ai quarti di finale i vincitori della prima e della seconda fase di ogni raggruppamento e le 2 migliori squadre nella classifica comprendente entrambi i turni.
Ripescaggi: Ognuno degli 8 club affronta tutte le componenti del proprio girone in partite di andata e ritorno. Si qualificano ai quarti di finale le prime 2 classificate mentre retrocedono in Série B le ultime 2.
Quarti di finale, semifinali e finale: gare in partita di andata e ritorno. In caso di parità è considerata vincitrice la squadra che ha ottenuto il miglior risultato nei turni precedenti.

## Squadre partecipanti
| Squadra          | Città             | Stato             | Stagione 1993                     |
| ---------------- | ----------------- | ----------------- | --------------------------------- |
| Atlético Mineiro | Belo Horizonte    | Minas Gerais      | 8º nel girone B del primo turno   |
| Bahia            | Salvador          | Bahia             | 7º nel girone A del primo turno   |
| Botafogo         | Rio de Janeiro    | Rio de Janeiro    | 8º nel girone A del primo turno   |
| Bragantino       | Bragança Paulista | San Paolo         | 6º nel girone A del primo turno   |
| Corinthians      | San Paolo         | San Paolo         | 2º nel girone E del secondo turno |
| Criciúma         | Criciúma          | Santa Catarina    | 4º nel girone D del primo turno   |
| Cruzeiro         | Belo Horizonte    | Minas Gerais      | 4º nel girone A del primo turno   |
| Flamengo         | Rio de Janeiro    | Rio de Janeiro    | 4º nel girone E del secondo turno |
| Fluminense       | Rio de Janeiro    | Rio de Janeiro    | 7º nel girone B del primo turno   |
| Grêmio           | Porto Alegre      | Rio Grande do Sul | 4º nel girone B del primo turno   |
| Guarani          | Campinas          | San Paolo         | 3º nel girone F del secondo turno |
| Internacional    | Porto Alegre      | Rio Grande do Sul | 5º nel girone A del primo turno   |
| Náutico          | Recife            | Pernambuco        | 4º nel girone C del primo turno   |
| Palmeiras        | San Paolo         | San Paolo         | Vincitore                         |
| Paraná           | Curitiba          | Paraná            | Turno intermedio                  |
| Paysandu         | Belém             | Pará              | 3º nel girone C del primo turno   |
| Portuguesa       | San Paolo         | San Paolo         | Turno intermedio                  |
| Remo             | Belém             | Pará              | 4º nel girone F del secondo turno |
| San Paolo        | San Paolo         | San Paolo         | 2º nel girone F del secondo turno |
| Santos           | Santos            | San Paolo         | 3º nel girone E del secondo turno |
| Sport Recife     | Recife            | Pernambuco        | 6º nel girone B del primo turno   |
| União São João   | Araras            | San Paolo         | 3º nel girone D del primo turno   |
| Vasco da Gama    | Rio de Janeiro    | Rio de Janeiro    | 5º nel girone B del primo turno   |
| Vitória          | Salvador          | Bahia             | Finalista                         |

## Primo turno

### Gruppo A

#### Risultati
| Casa/Trasferta | BRA | COR | CRI | FLA | GRÊ | SPO |
| -------------- | --- | --- | --- | --- | --- | --- |
| Bragantino     |     | 0-1 | 1-0 | 0-1 | 0-0 | 0-1 |
| Corinthians    | 6-1 |     | 3-2 | 1-0 | 2-2 | 1-1 |
| Criciúma       | 1-1 | 1-1 |     | 1-1 | 1-0 | 5-0 |
| Flamengo       | 2-1 | 5-2 | 1-1 |     | 2-2 | 3-0 |
| Grêmio         | 2-1 | 0-1 | 2-1 | 2-0 |     | 1-1 |
| Sport          | 4-3 | 2-0 | 1-1 | 1-1 | 0-1 |     |

#### Classifica
| Pos. | Squadra      | Pt | G  | V | N | P | GF | GS | DR  |
| ---- | ------------ | -- | -- | - | - | - | -- | -- | --- |
| 1    | Corinthians  | 13 | 10 | 5 | 3 | 2 | 18 | 14 | +4  |
| 2    | Flamengo     | 12 | 10 | 4 | 4 | 2 | 16 | 11 | +5  |
| 3    | Grêmio       | 12 | 10 | 4 | 4 | 2 | 12 | 9  | +3  |
| 4    | Sport Recife | 10 | 10 | 3 | 4 | 3 | 11 | 16 | -5  |
| 5    | Criciúma     | 9  | 10 | 2 | 5 | 3 | 14 | 11 | +3  |
| 6    | Bragantino   | 4  | 10 | 1 | 2 | 7 | 8  | 18 | -10 |

#### Verdetti
- Corinthians qualificato al secondo turno, guadagna un punto bonus per la prima fase.
- Flamengo, Grêmio e Sport qualificati al secondo turno.
- Criciúma e Bragantino accedono ai ripescaggi.

### Gruppo B

#### Risultati
| Casa/Trasferta | AT-MG | BOT | PAY | POR | SPA | VIT |
| -------------- | ----- | --- | --- | --- | --- | --- |
| Atlético-MG    |       | 0-2 | 1-3 | 0-0 | 0-0 | 3-1 |
| Botafogo       | 2-1   |     | 5-2 | 1-0 | 4-0 | 1-1 |
| Paysandu       | 0-2   | 2-0 |     | 0-0 | 0-0 | 3-1 |
| Portuguesa     | 0-0   | 0-0 | 3-1 |     | 0-0 | 1-0 |
| San Paolo      | 1-0   | 4-1 | 1-2 | 2-0 |     | 2-2 |
| Vitória        | 1-1   | 2-0 | 0-1 | 0-0 | 1-1 |     |

#### Classifica
| Pos. | Squadra          | Pt | G  | V | N | P | GF | GS | DR |
| ---- | ---------------- | -- | -- | - | - | - | -- | -- | -- |
| 1    | Botafogo         | 12 | 10 | 5 | 2 | 3 | 16 | 12 | +4 |
| 2    | Paysandu         | 12 | 10 | 5 | 2 | 3 | 14 | 13 | +1 |
| 3    | San Paolo        | 11 | 10 | 3 | 5 | 2 | 11 | 10 | +1 |
| 4    | Portuguesa       | 10 | 10 | 2 | 6 | 2 | 4  | 4  | 0  |
| 5    | Atlético Mineiro | 8  | 10 | 2 | 4 | 4 | 8  | 10 | -2 |
| 6    | Vitória          | 7  | 10 | 1 | 5 | 4 | 9  | 13 | -4 |

#### Verdetti
- Botafogo qualificato al secondo turno, guadagna un punto bonus per la prima fase.
- Paysandu, San Paolo e Portuguesa qualificati al secondo turno.
- Atlético Mineiro e Vitória accedono ai ripescaggi.

### Gruppo C

#### Risultati
| Casa/Trasferta | BAH | CRU | GUA | REM | SAN | VAS |
| -------------- | --- | --- | --- | --- | --- | --- |
| Bahia          |     | 2-1 | 0-2 | 1-0 | 2-1 | 0-0 |
| Cruzeiro       | 2-1 |     | 1-2 | 0-1 | 0-0 | 1-1 |
| Guarani        | 1-1 | 2-0 |     | 1-0 | 4-0 | 2-1 |
| Remo           | 1-1 | 2-1 | 0-2 |     | 1-4 | 0-1 |
| Santos         | 3-0 | 4-1 | 1-0 | 1-0 |     | 2-0 |
| Vasco da Gama  | 2-3 | 1-0 | 3-1 | 3-0 | 0-0 |     |

#### Classifica
| Pos. | Squadra       | Pt | G  | V | N | P | GF | GS | DR  |
| ---- | ------------- | -- | -- | - | - | - | -- | -- | --- |
| 1    | Guarani       | 15 | 10 | 7 | 1 | 2 | 17 | 7  | +10 |
| 2    | Santos        | 14 | 10 | 6 | 2 | 2 | 16 | 8  | +8  |
| 3    | Vasco da Gama | 11 | 10 | 4 | 3 | 3 | 12 | 9  | +3  |
| 4    | Bahia         | 11 | 10 | 4 | 3 | 3 | 11 | 13 | -2  |
| 5    | Remo          | 5  | 10 | 2 | 1 | 7 | 5  | 15 | -10 |
| 6    | Cruzeiro      | 4  | 10 | 1 | 2 | 7 | 7  | 16 | -9  |

#### Verdetti
- Guarani qualificato al secondo turno, guadagna un punto bonus per la prima fase.
- Santos, Vasco da Gama e Bahia qualificati al secondo turno.
- Remo e Cruzeiro accedono ai ripescaggi.

### Gruppo D

#### Risultati
| Casa/Trasferta | FLU | INT | NÁU | PAL | PAR | USJ |
| -------------- | --- | --- | --- | --- | --- | --- |
| Fluminense     |     | 2-1 | 3-1 | 1-1 | 2-1 | 2-2 |
| Internacional  | 3-0 |     | 5-0 | 0-2 | 1-3 | 2-0 |
| Náutico        | 2-1 | 1-1 |     | 1-3 | 0-0 | 0-1 |
| Palmeiras      | 1-0 | 1-0 | 4-1 |     | 4-1 | 5-1 |
| Paraná         | 2-3 | 1-1 | 1-1 | 2-4 |     | 2-1 |
| União São João | 1-0 | 3-0 | 0-0 | 0-1 | 1-2 |     |

#### Classifica
| Pos. | Squadra        | Pt | G  | V | N | P | GF | GS | DR  |
| ---- | -------------- | -- | -- | - | - | - | -- | -- | --- |
| 1    | Palmeiras      | 19 | 10 | 9 | 1 | 0 | 26 | 7  | +19 |
| 2    | Fluminense     | 10 | 10 | 4 | 2 | 4 | 14 | 15 | -1  |
| 3    | Paraná         | 9  | 10 | 3 | 3 | 4 | 15 | 18 | -3  |
| 4    | Internacional  | 8  | 10 | 3 | 2 | 5 | 14 | 13 | +1  |
| 5    | União São João | 8  | 10 | 3 | 2 | 5 | 10 | 14 | -4  |
| 6    | Náutico        | 6  | 10 | 1 | 4 | 5 | 7  | 19 | -12 |

#### Verdetti
- Palmeiras qualificato al secondo turno, guadagna un punto bonus per la prima fase.
- Fluminense, Paraná e Internacional qualificati al secondo turno.
- União São João e Náutico accedono ai ripescaggi.

## Secondo turno

### Prima fase

#### Gruppo E

##### Risultati
| Casa/Trasferta | COR | FLU | GRÊ | GUA | INT | PAY | POR | VAS |
| -------------- | --- | --- | --- | --- | --- | --- | --- | --- |
| Corinthians    |     |     | 3-0 |     |     | 2-1 | 2-1 | 2-1 |
| Fluminense     | 1-3 |     |     | 1-2 |     |     | 2-1 | 0-0 |
| Grêmio         |     | 3-1 |     | 1-2 | 1-1 |     | 2-1 |     |
| Guarani        | 2-1 |     |     |     | 0-0 | 2-2 |     | 2-0 |
| Internacional  | 0-0 | 3-2 |     |     |     | 3-1 |     |     |
| Paysandu       |     | 0-0 | 1-0 |     |     |     |     | 1-0 |
| Portuguesa     |     |     |     | 1-1 | 1-0 | 1-0 |     |     |
| Vasco da Gama  |     |     | 0-2 |     | 5-2 |     | 1-0 |     |

##### Classifica
| Pos. | Squadra       | Pt | G | V | N | P | GF | GS | DR |
| ---- | ------------- | -- | - | - | - | - | -- | -- | -- |
| 1    | Corinthians   | 12 | 7 | 5 | 1 | 1 | 13 | 5  | +7 |
| 2    | Guarani       | 12 | 7 | 4 | 3 | 0 | 11 | 6  | +5 |
| 3    | Grêmio        | 7  | 7 | 3 | 1 | 3 | 9  | 9  | 0  |
| 4    | Internacional | 7  | 7 | 2 | 3 | 2 | 9  | 10 | -1 |
| 5    | Paysandu      | 6  | 7 | 2 | 2 | 3 | 6  | 8  | -2 |
| 6    | Vasco da Gama | 5  | 7 | 2 | 1 | 4 | 7  | 9  | -2 |
| 7    | Portuguesa    | 5  | 7 | 2 | 1 | 4 | 6  | 8  | -2 |
| 8    | Fluminense    | 4  | 7 | 1 | 2 | 4 | 7  | 12 | -5 |

##### Verdetti
- Corinthians qualificato ai quarti di finale.

#### Gruppo F

##### Risultati
| Casa/Trasferta | BAH | BOT | FLA | PAL | PAR | SPA | SAN | SPO |
| -------------- | --- | --- | --- | --- | --- | --- | --- | --- |
| Bahia          |     |     |     | 1-1 | 1-1 |     | 3-2 |     |
| Botafogo       | 1-1 |     | 1-0 |     | 3-2 |     |     | 2-5 |
| Flamengo       | 0-1 |     |     | 2-0 |     |     | 1-1 |     |
| Palmeiras      |     | 1-0 |     |     | 1-0 |     | 2-0 | 1-0 |
| Paraná         |     |     | 0-0 |     |     | 2-2 |     | 0-0 |
| San Paolo      | 1-1 | 1-0 | 3-0 | 2-2 |     |     |     |     |
| Santos         |     | 2-0 |     |     | 1-0 | 2-3 |     | 2-2 |
| Sport          | 2-1 |     | 1-0 |     |     | 5-2 |     |     |

##### Classifica
| Pos. | Squadra      | Pt | G | V | N | P | GF | GS | DR |
| ---- | ------------ | -- | - | - | - | - | -- | -- | -- |
| 1    | Palmeiras    | 11 | 7 | 4 | 2 | 1 | 8  | 5  | +3 |
| 2    | Sport Recife | 10 | 7 | 4 | 2 | 1 | 15 | 8  | +7 |
| 3    | San Paolo    | 9  | 7 | 3 | 3 | 1 | 14 | 12 | +2 |
| 4    | Bahia        | 8  | 7 | 2 | 4 | 1 | 9  | 8  | +1 |
| 5    | Santos       | 6  | 7 | 2 | 2 | 3 | 10 | 11 | -1 |
| 6    | Botafogo     | 6  | 7 | 2 | 1 | 4 | 7  | 12 | -5 |
| 7    | Flamengo     | 4  | 7 | 1 | 2 | 4 | 3  | 7  | -4 |
| 8    | Paraná       | 4  | 7 | 0 | 4 | 3 | 5  | 8  | -3 |

##### Verdetti
- Palmeiras qualificato ai quarti di finale.

### Seconda fase

#### Risultati
| Casa/Trasferta | BAH | BOT | FLA | PAL | PAR | SPA | SAN | SPO |
| -------------- | --- | --- | --- | --- | --- | --- | --- | --- |
| Corinthians    | 2-2 | 0-2 |     |     |     | 1-2 |     | 0-3 |
| Fluminense     |     | 2-2 |     | 4-1 |     |     | 0-1 | 1-0 |
| Grêmio         |     |     | 0-1 | 1-1 | 1-3 |     | 1-0 |     |
| Guarani        | 2-0 |     | 0-0 |     | 4-1 | 1-0 |     |     |
| Internacional  | 0-0 | 0-1 |     |     |     | 0-1 |     | 1-0 |
| Paysandu       |     | 0-1 |     | 1-0 |     |     | 0-1 | 1-1 |
| Portuguesa     |     |     | 3-0 | 3-1 | 2-0 |     | 0-0 |     |
| Vasco da Gama  | 0-0 |     | 1-1 |     | 1-0 | 2-0 |     |     |
| Casa/Trasferta | COR | FLU | GRÊ | GUA | INT | PAY | POR | VAS |
| Bahia          |     | 1-1 | 2-0 |     |     | 3-0 | 2-1 |     |
| Botafogo       |     |     | 1-0 | 1-1 |     |     | 5-2 | 0-0 |
| Flamengo       | 2-0 | 0-3 |     |     | 1-2 | 0-0 |     |     |
| Palmeiras      | 4-1 |     |     | 0-1 | 1-1 |     |     | 3-0 |
| Paraná         | 0-0 | 4-1 |     |     | 0-0 | 1-0 |     |     |
| San Paolo      |     | 4-2 | 3-1 |     |     | 4-0 | 0-2 |     |
| Santos         | 1-2 |     |     | 3-0 | 1-0 |     |     | 3-0 |
| Sport          |     |     | 1-2 | 0-2 |     |     | 0-3 | 0-0 |

#### Classifica

##### Gruppo E
| Pos. | Squadra       | Pt | G | V | N | P | GF | GS | DR  |
| ---- | ------------- | -- | - | - | - | - | -- | -- | --- |
| 1    | Guarani       | 12 | 8 | 5 | 2 | 1 | 11 | 5  | +6  |
| 2    | Portuguesa    | 11 | 8 | 5 | 1 | 2 | 16 | 8  | +8  |
| 3    | Fluminense    | 8  | 8 | 3 | 2 | 3 | 14 | 13 | +1  |
| 4    | Vasco da Gama | 8  | 8 | 2 | 4 | 2 | 4  | 7  | -3  |
| 5    | Internacional | 7  | 8 | 2 | 3 | 3 | 4  | 5  | -1  |
| 6    | Grêmio        | 5  | 8 | 2 | 1 | 5 | 6  | 12 | -6  |
| 7    | Paysandu      | 4  | 8 | 1 | 2 | 5 | 2  | 11 | -9  |
| 8    | Corinthians   | 4  | 8 | 1 | 2 | 5 | 6  | 16 | -10 |

##### Gruppo F
| Pos. | Squadra      | Pt | G | V | N | P | GF | GS | DR |
| ---- | ------------ | -- | - | - | - | - | -- | -- | -- |
| 1    | Botafogo     | 13 | 8 | 5 | 3 | 0 | 13 | 5  | +8 |
| 2    | Santos       | 11 | 8 | 5 | 1 | 2 | 10 | 3  | +7 |
| 3    | San Paolo    | 10 | 8 | 5 | 0 | 3 | 14 | 9  | +5 |
| 4    | Bahia        | 10 | 8 | 3 | 4 | 1 | 10 | 6  | +4 |
| 5    | Paraná       | 8  | 8 | 3 | 2 | 3 | 9  | 9  | 0  |
| 6    | Flamengo     | 7  | 8 | 2 | 3 | 3 | 5  | 9  | -4 |
| 7    | Palmeiras    | 6  | 8 | 2 | 2 | 4 | 11 | 12 | -1 |
| 8    | Sport Recife | 4  | 8 | 1 | 2 | 5 | 5  | 10 | -5 |

#### Verdetti
- Guarani e Botafogo qualificati ai quarti di finale.

### Classifica generale
| Pos. | Squadra       | Pt | G  | V | N | P | GF | GS | DR  |
| ---- | ------------- | -- | -- | - | - | - | -- | -- | --- |
| 1    | Guarani       | 24 | 15 | 9 | 5 | 1 | 22 | 11 | +11 |
| 2    | San Paolo     | 19 | 15 | 8 | 3 | 4 | 28 | 21 | +7  |
| 3    | Botafogo      | 19 | 15 | 7 | 4 | 4 | 20 | 17 | +3  |
| 4    | Bahia         | 18 | 15 | 5 | 8 | 2 | 19 | 14 | +5  |
| 5    | Santos        | 17 | 15 | 7 | 3 | 5 | 20 | 14 | +6  |
| 6    | Palmeiras     | 17 | 15 | 6 | 4 | 5 | 19 | 17 | +2  |
| 7    | Portuguesa    | 16 | 15 | 7 | 2 | 6 | 22 | 26 | +6  |
| 8    | Corinthians   | 16 | 15 | 6 | 3 | 6 | 19 | 22 | -3  |
| 9    | Sport Recife  | 14 | 15 | 5 | 4 | 6 | 20 | 18 | +2  |
| 10   | Internacional | 14 | 15 | 4 | 6 | 5 | 13 | 15 | -2  |
| 11   | Vasco da Gama | 13 | 15 | 4 | 5 | 6 | 11 | 16 | -5  |
| 12   | Grêmio        | 12 | 15 | 5 | 2 | 8 | 15 | 21 | -6  |
| 13   | Fluminense    | 12 | 15 | 4 | 4 | 7 | 21 | 25 | -4  |
| 14   | Paraná        | 12 | 15 | 3 | 6 | 6 | 14 | 17 | -3  |
| 15   | Flamengo      | 11 | 15 | 3 | 5 | 7 | 8  | 16 | -8  |
| 16   | Paysandu      | 10 | 15 | 3 | 4 | 8 | 8  | 19 | -11 |

#### Verdetti
- San Paolo e Bahia qualificati ai quarti di finale.

## Ripescaggi

### Risultati
| Casa/Trasferta | AT-MG | BRA | CRI | CRI | NÁU | REM | USJ | VIT |
| -------------- | ----- | --- | --- | --- | --- | --- | --- | --- |
| Atlético-MG    |       | 1-1 | 2-1 | 1-0 | 1-0 | 2-1 | 3-0 | 2-2 |
| Bragantino     | 2-2   |     | 4-1 | 1-0 | 1-0 | 2-0 | 1-0 | 0-1 |
| Criciúma       | 2-0   | 2-2 |     | 1-0 | 2-1 | 2-1 | 3-1 | 2-2 |
| Cruzeiro       | 0-1   | 1-1 | 3-0 |     | 2-0 | 1-5 | 3-2 | 2-1 |
| Náutico        | 0-0   | 2-0 | 3-1 | 2-0 |     | 0-1 | 0-1 | 1-0 |
| Remo           | 0-6   | 0-3 | 2-2 | 0-0 | 2-0 |     | 0-0 | 0-1 |
| União São João | 3-1   | 0-0 | 1-1 | 2-3 | 1-0 | 0-0 |     | 4-2 |
| Vitória        | 1-0   | 0-2 | 1-0 | 2-0 | 2-0 | 0-1 | 1-1 |     |

### Classifica
| Pos. | Squadra          | Pt | G  | V | N | P | GF | GS | DR  |
| ---- | ---------------- | -- | -- | - | - | - | -- | -- | --- |
| 1    | Bragantino       | 19 | 14 | 7 | 5 | 2 | 20 | 10 | +10 |
| 2    | Atlético Mineiro | 18 | 14 | 7 | 4 | 3 | 22 | 13 | +9  |
| 3    | Vitória          | 15 | 14 | 6 | 3 | 5 | 16 | 15 | +1  |
| 4    | Criciúma         | 14 | 14 | 5 | 4 | 5 | 20 | 23 | -3  |
| 5    | União São João   | 13 | 14 | 4 | 5 | 5 | 16 | 18 | -2  |
| 6    | Cruzeiro         | 12 | 14 | 5 | 2 | 7 | 15 | 19 | -4  |
| 7    | Remo             | 12 | 14 | 4 | 4 | 6 | 13 | 19 | -6  |
| 8    | Náutico          | 9  | 14 | 4 | 1 | 9 | 9  | 14 | -5  |

### Verdetti
- Bragantino e Atlético Mineiro qualificati ai quarti di finale.
- Remo e Náutico retrocessi in Série B.

## Fase finale
|  | Quarti di finale | Quarti di finale | Quarti di finale | Quarti di finale | Quarti di finale |  |  | Semifinali       | Semifinali       | Semifinali | Semifinali | Semifinali |   |   | Finale      | Finale      | Finale | Finale | Finale |  |
|  |                  |                  |                  |                  |                  |  |  |                  |                  |            |            |            |   |   |             |             |        |        |        |  |
|  | Atlético Mineiro | Atlético Mineiro | 2                | 1                | 3                |  |  |                  |                  |            |            |            |   |   |             |             |        |        |        |  |
|  | Botafogo         | Botafogo         | 0                | 2                | 2                |  |  | Atlético Mineiro | Atlético Mineiro | 3          | 0          | 3          |   |   |             |             |        |        |        |  |
|  | Bragantino       | Bragantino       | 1                | 0                | 1                |  |  | Corinthians      | Corinthians      | 2          | 1          | 3          |   |   |             |             |        |        |        |  |
|  | Corinthians      | Corinthians      | 1                | 0                | 1                |  |  |                  |                  |            |            |            |   |   | Corinthians | Corinthians | 1      | 1      | 2      |  |
|  | Bahia            | Bahia            | 1                | 1                | 2                |  |  |                  |                  | Palmeiras  | Palmeiras  | 3          | 1 | 4 |             |             |        |        |        |  |
|  | Palmeiras        | Palmeiras        | 2                | 2                | 4                |  |  | Palmeiras        | Palmeiras        | 3          | 2          | 5          |   |   |             |             |        |        |        |  |
|  | San Paolo        | San Paolo        | 1                | 2                | 3                |  |  | Guarani          | Guarani          | 1          | 1          | 2          |   |   |             |             |        |        |        |  |
|  | Guarani          | Guarani          | 0                | 4                | 4                |  |  |                  |                  |            |            |            |   |   |             |             |        |        |        |  |

### Quarti di finale

#### Andata
| Arbitro: | Godói |

|              |           |                 |
| Maurinho 17’ | Marcatori | 90+3’ Tupãzinho |

| Arbitro: | Mocellin |

|           |           |                                 |
| Souza 50’ | Marcatori | 14’ Roberto Carlos 87’ Maurílio |

| Arbitro: | Cerdeira |

|              |           |  |
| Palhinha 80’ | Marcatori |  |

| Arbitro: | Mendonça |

|                    |           |  |
| Éder 13’ Darci 39’ | Marcatori |  |

#### Ritorno
| Arbitro: | Pimentel |

|                             |           |              |
| César Sampaio 62’ Evair 73’ | Marcatori | 88’ Rivelino |

| Arbitro: | Rezende de Freitas |

|                                                     |           |                       |
| Sandoval 33’ Júlio César 66’ Luizão 72’ Valdeir 90’ | Marcatori | 45+1’ Aílton 87’ Caio |

| Arbitro: | Pereira da Silva |

|                                |           |              |
| Marcelo Carioca 41’ Moisés 58’ | Marcatori | 17’ Reinaldo |

| San Paolo 4 dicembre 1994 | Corinthians | 0 – 0 referto | Bragantino | Morumbi (35.802 spett.)\| Arbitro: \| Mocellin \| |
| Arbitro:                  | Mocellin    |               |            |                                                   |

### Semifinali

#### Andata
| Arbitro: | Mendonça |

|                      |           |                                   |
| Reinaldo 24’ 67’ 88’ | Marcatori | 43’ Branco 57’ Marcelinho Carioca |

| Arbitro: | Pereira da Silva |

|                                |           |                 |
| Cléber 38’ Zinho 79’ Evair 84’ | Marcatori | 36’ Júlio César |

#### Ritorno
| Arbitro: | Scatola |

|            |           |  |
| Branco 53’ | Marcatori |  |

| Arbitro: | Mocellin |

|                          |           |                 |
| Fábio Augusto 85’ (rig.) | Marcatori | 47’ 88’ Rivaldo |

### Finale

#### Andata
| Arbitro: | Pereira da Silva |

| |            | |
| Marques 67’ | Marcatori  | 44’ 63’ Rivaldo 65’ Edmundo |
| · Ronaldo P · Paulo Roberto Costa D · Pinga D · Gralak D · Henrique D · Branco D · Zé Elias C · Luisinho C · Marcelinho Paulista C · Marques A · Souza C · Marcelinho Carioca A · Viola A | Formazioni | · P Velloso · D Cláudio · D Zago · D Cléber · D Roberto Carlos · C César Sampaio · C Flávio Conceição · C Zinho · C Rivaldo · A Edmundo · C Amaral · A Evair |
| Jair Pereira | Allenatori | Luxemburgo |

#### Ritorno
| Arbitro: | Rezende de Freitas |

| |            | |
| Rivaldo 81’ | Marcatori  | 3’ Marques |
| · Velloso P · Cláudio D · Zago D · Cléber D · Wágner D · César Sampaio C · Flávio Conceição C · Amaral C · 52’ Zinho C · Rivaldo C · Edmundo A · Tonhão D · Evair A | Formazioni | · P Ronaldo · D Paulo Roberto Costa · D Henrique · D Gralak · D Branco 52’ · C Luisinho 64’ · C Marcelinho Paulista · C Souza · C Tupãzinho · A Marcelinho Carioca · A Viola · A Marques |
| Luxemburgo | Allenatori | Jair Pereira |

### Verdetti
- Palmeiras campione del Brasile 1994 e qualificato per la Coppa Libertadores 1995.

## Classifica marcatori
| Pos. | Giocatore      | Squadra          | Gol |
| ---- | -------------- | ---------------- | --- |
| 1    | Márcio Amoroso | Guarani          | 19  |
| 1    | Túlio          | Botafogo         | 19  |
| 3    | Evair          | Palmeiras        | 14  |
| 3    | Ézio           | Fluminense       | 14  |
| 3    | Rivaldo        | Palmeiras        | 14  |
| 6    | Reinaldo       | Atlético Mineiro | 13  |
| 7    | Aílton         | San Paolo        | 11  |
| 7    | Betinho        | Criciúma         | 11  |
| 9    | Alex           | Náutico          | 9   |
| 9    | Edmundo        | Palmeiras        | 9   |
| 9    | Luizão         | Guarani          | 9   |
| 9    | Marcelo Ramos  | Bahia            | 9   |
| 9    | Sávio          | Flamengo         | 9   |